# Euphorbia duranii
Euphorbia duranii ist eine Pflanzenart aus der Gattung Wolfsmilch (Euphorbia) in der Familie der Wolfsmilchgewächse (Euphorbiaceae).

## Beschreibung
Die sukkulente Euphorbia duranii bildet Sträucher mit wenigen Zweigen bis 40 Zentimeter Höhe aus. Die bis 2 Zentimeter dicken Triebe verjüngen sich an der Basis auf 1 Zentimeter. Die an den Triebspitzen in Büscheln stehenden Blätter sind lanzettlich geformt und werden bis 5 Zentimeter lang und 3,5 Zentimeter breit. Sie stehen an einem bis 3 Millimeter langen Stiel. Es werden einfache Nebenblattdornen ausgebildet. Diese sind 10 bis 16 Millimeter lang, haben eine verdickte Basis und sind in acht bis zehn Reihen angeordnet.
Der Blütenstand besteht aus ein- bis zweifach gegabelten Cymen, die an einem bis 1 Zentimeter langen Stiel stehen. Die gerundete Cyathophylle ist grünlich gelb gefärbt und wird 10 Millimeter lang und 9 Millimeter breit. Die Cyathien erreichen einen Durchmesser von 4 Millimeter und die Nektardrüsen sind gelborange gefärbt. Der Fruchtknoten ist nahezu sitzend. Über Früchte und Samen ist nichts bekannt.
Die Art ist Euphorbia milii sehr ähnlich.

## Verbreitung und Systematik
Euphorbia duranii ist endemisch in Madagaskar verbreitet.
Die Art steht auf der Roten Liste der IUCN und gilt als stark gefährdet (Endangered).
Die Erstbeschreibung der Art erfolgte 1955 durch Eugène Ursch und Jacques Désiré Leandri.
Es werden folgende Varietäten unterschieden:
- Euphorbia duranii var. ankaratrae Ursch & Leandri (1955)
im Unterschied zur Stammart werden die Sträucher nur 20 Zentimeter hoch; die Triebe erreichen einen Durchmesser von 12 Millimeter; die Blätter bleiben kleiner mit 3,5 Millimeter Länge und 1,5 Millimeter Breite; die Nebenblattdornen sind mit einer Länge von bis zu 8 Millimeter kürzer; die Cyathophylle wird 6 Millimeter lang und 6,5 Millimeter breit und das Cyathium erreicht 3 Millimeter im Durchmesser
- Euphorbia duranii var. duranii